# Mystery Men
Pour plus de détails, voir Fiche technique et Distribution.
Mystery Men ou Les Supposés Héros au Québec est un film américain réalisé par Kinka Usher et sorti en 1999. Cette comédie de super-héros est adaptée de la série de comics Flaming Carrot Comics de Bob Burden, éditée chez Dark Horse Comics.

## Synopsis
Une équipe de super-héros de second ordre tente de se faire connaître. Sa chance vient lorsque Capitaine Admirable, le héros de Champion City, est fait prisonnier par son ennemi mortel, Casanova Frankenstein.

## Fiche technique
- Titre original et français : Mystery Men
- Titre québécois : Les Supposés Héros
- Réalisation : Kinka Usher
- Scénario : Neil Cuthbert, d'après Flaming Carrot Comics de Bob Burden
- Musique : Stephen Warbeck
- Photographie : Stephen H. Burum
- Montage : Conrad Buff IV
- Production : Lawrence Gordon, Lloyd Levin et Mike Richardson
- Sociétés de production : Universal Pictures, Golar Productions, Dark Horse Entertainment et Image Comics
- Société de distribution : Universal Pictures (États-Unis)
- Pays de production :  États-Unis
- Langue originale : anglais
- Budget : 68 000 000 $[1]
- Format : 1.85:1, couleur (DeLuxe) - son DTS / Dolby Digital / SDDS
- Durée : 121 minutes
- Genre : comédie, super-héros, action, fantastique
- Date de sortie :
  - États-Unis : 30 juillet 1999
- Classification :
  - États-Unis : PG-13 (« rated PG-13 for comic action violence and crude humor »)
  - France : tous publics

## Distribution
- Ben Stiller (VF : Didier Cherbuy) : Mr Furieux / Roy
- Hank Azaria (VF : Pierre Laurent) : Le Fakir Bleu / Jeffrey
- William H. Macy (VF : Philippe Bellay)  : La Pelle / Edie
- Paul Reubens (VF : Christian Bénard)  : Le Spleen
- Janeane Garofalo (VF : Véronique Alycia) : La Boule / Carole
- Geoffrey Rush (VF : Henri Courseaux) : Casanova Frankenstein
- Kel Mitchell (VF : Lucien Jean-Baptiste) : L'invisible
- Wes Studi (VF : Claude Giraud) : Le Sphinx
- Greg Kinnear (VF : Patrice Baudrier) : Lance Hunt / Le capitaine Admirable
- Tom Waits (VF : Jacques Frantz) : Dr A. Heller
- Claire Forlani : Monica
- Eddie Izzard : Tony P.
- Prakazrel Michel : Tony C.
- Jack Plotnick : M. Pups
- Lena Olin : Dr Annabel Leek
- Ricky Jay : Victor Weems
- Jenifer Lewis (VF : Marie-Christine Darah) : Lucille
- Louise Lasser : Violette, la mère du Fakir Bleu
- Doug Jones : Pointe Man (scène du recrutement dans le jardin de La Pelle)
- Michael Bay : le chef des Fac Boys

## Accueil
Le film reçoit à sa sortie un accueil critique plutôt favorable, recueillant 60 % de critiques positives, avec une note moyenne de 5,7/10 et sur la base de 103 critiques collectées, sur le site agrégateur de critiques Rotten Tomatoes. Sur Metacritic, il obtient un score de 65/100 sur la base de 24 critiques collectées.
Mystery Men est un cuisant échec commercial, rapportant environ 33 461 000 $ au box-office mondial, dont 29 762 000 $ en Amérique du Nord, pour un budget de 68 000 000 $. En France, il totalise 14 112 entrées.
Le film est ensuite devenu culte,. Les personnages principaux font d’ailleurs une apparition dans All Star du groupe Smash Mouth.